# Бессарабська площа
Бессара́бська площа — площа у Шевченківському районі міста Києва, місцевість Бессарабка. Розташована між Хрещатиком, бульваром Тараса Шевченка, Великою Васильківською вулицею, Крутим узвозом і Басейною вулицею.

## Історія

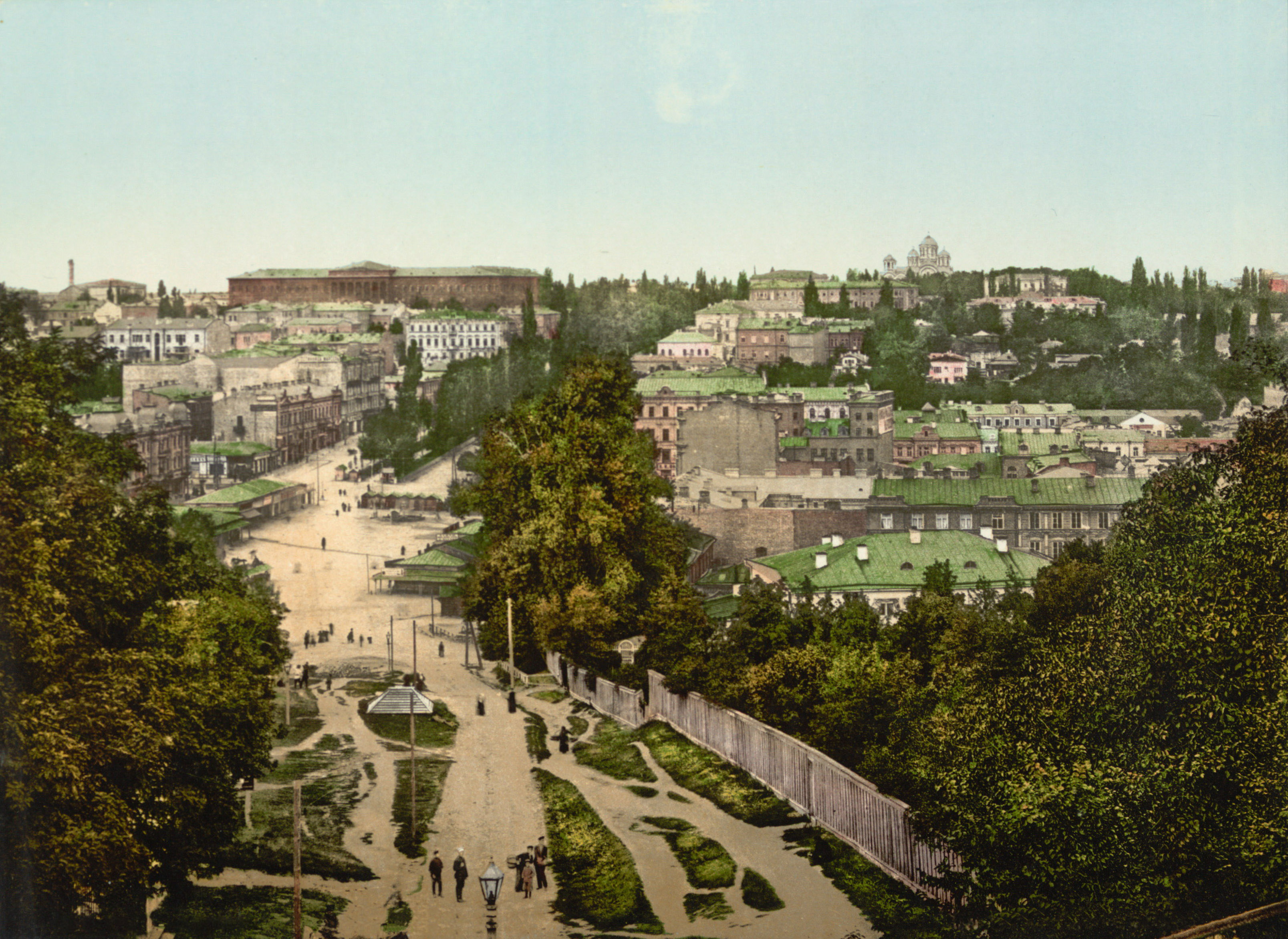
Бессарабська площа (1898—1899)

Площа виникла на початку XIX ст. як торговельний майдан поблизу міської застави, куди Васильківським шляхом приїздили торговці з півдня України та Бессарабії (Молдови).
Усередині XVI ст. на її місці існувало кладовище. Про це повідомляє один з документів 1593 року. Цвинтар там був і в першій половині XVIII ст., його започаткувала там лютеранська громада Києва. У зв'язку із забудовою Хрещатика 1812 року його закрили і перенесли на Звіринець, наприкінці 1830-х років здійснили планування цієї місцевості шляхом засипання урвищ глибиною до 6-ти метрів шарами гною та землі, які чергувалися. Так виникла за межами міського поселення площа, на якій в 1-ій половині XIX століття виник стихійний базар. На ньому торгували селяни із південної України і Бессарабії, звідки і походить назва Бессарабської площі. Стихійний ринок, який працював на Бессарабській площі, являв собою досить негативний контраст з новомодними будівлями, що з'явилися на Хрещатику і Великій Васильківській вулиці. Серед ходових товарів слід назвати вино та фрукти.
Дещо по-іншому тлумачить цю назву київський історик, археолог і церковний діяч П. Г. Лебединцев. У своїй праці «Киев за 60 лет перед сим» (1909 рік): «На Киевской Бессарабке в нескольких лачужках под горой собралась всякая бродячая вольница, отчего и произошло название той местности». Автор мав на увазі, вочевидь, ту обставину, що кияни іменували цих бездомних шукачів пригод «бесарабами», а місцевість, про яку йде мова, — Бессарабською біржею. Тут містилася кінна поштова станція, шлях перетинав шлагбаум, біля якого перевіряли паспорти. Поблизу існував басейн з водою, що живився підземними джерелами.

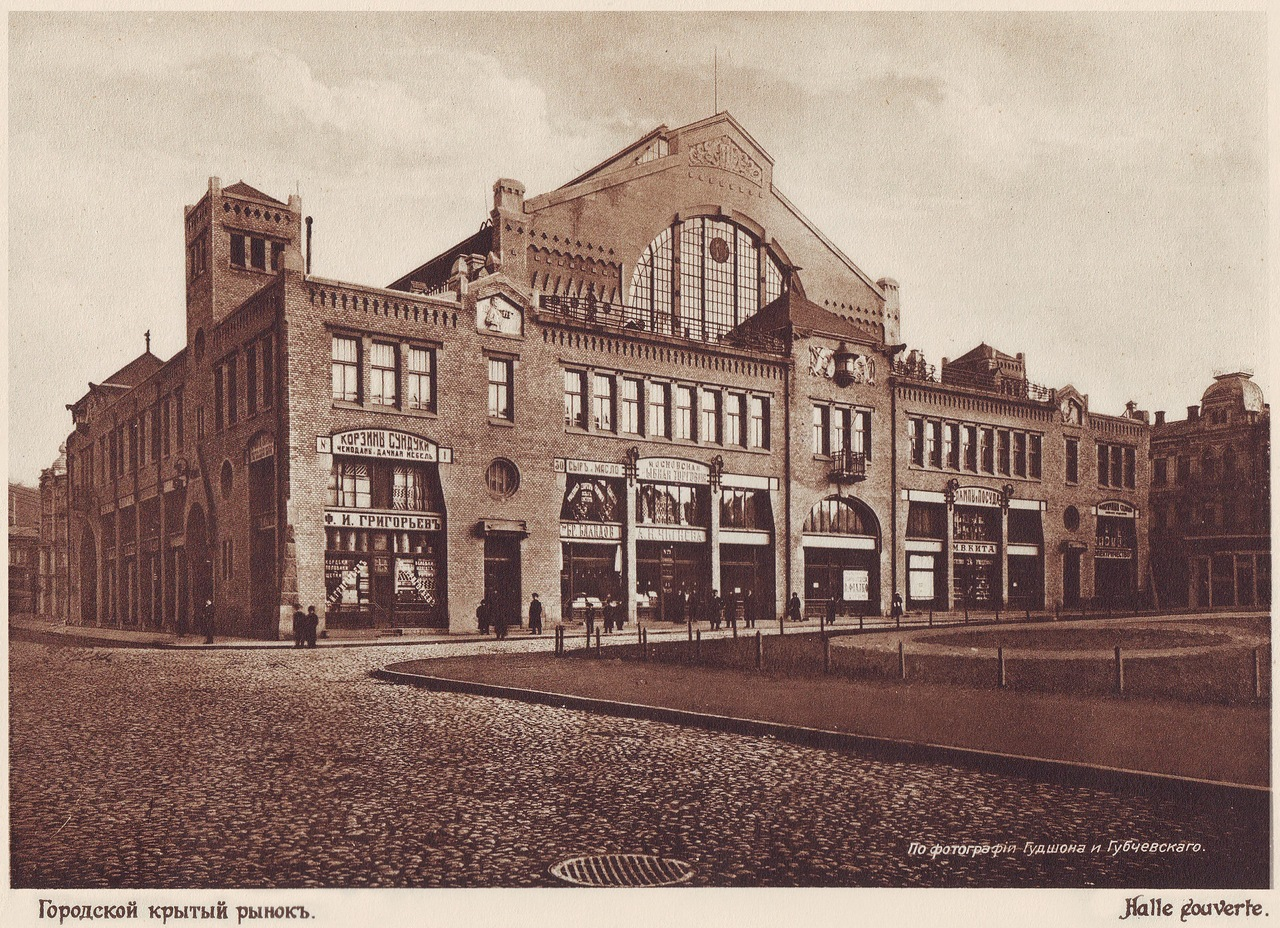
Київський міський ринок, 1910-ті роки

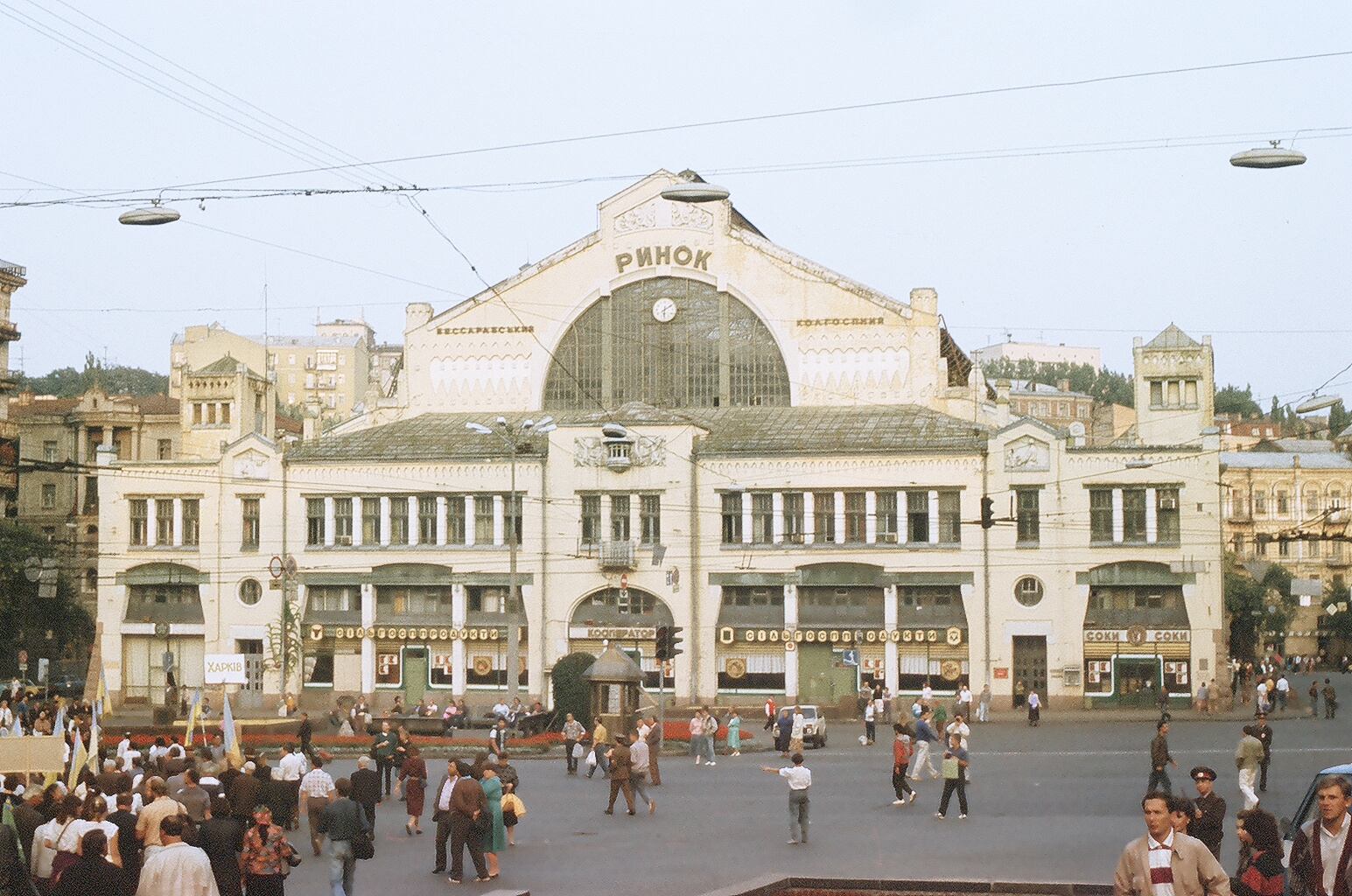
Бессарабський ринок на Бессарабській площі (бл. 1990 року)

У 1840-х роках, коли споруджували Київський університет і Нову Печерську фортецю, цю площу включили в межі міста і почали забудовувати. Для стоку вод, якими під час злив затоплювався Хрещатик, у напрямку до Троїцької площі, де нині Національний Олімпійський стадіон, проклали так звану стару Міську Бессарабську трубу завдовжки 900 м, завширшки понад 2 м і заввишки близько 3 м, із цегли на вапняному розчині. Під час земляних робіт знаходили велику кількість людських скелетів і залишки трун.
В 1867 році торговельна площа зазнала перепланування за новим проектом (тоді вона ще іменувалася як Університетська, оскільки до побудови червоного корпусу університету останній розміщався на Печерську, тут проходила вулиця, яка зв'язувала різні райони Печерська та Нову Забудову, — Круглоуніверситетська).
В 1869 році площа отримала назву на честь Богдана Хмельницького (рос. площадь Богдана Хмельницкого). Таке рішення стало наслідком оприлюдненого наміру місцевої археологічної комісії спорудити на ній монумент славному гетьманові (існувала до 1881 року). Це відбувалося всупереч громадській думці, яка вважала цю місцину непридатною для такого пам'ятника. На прилеглих до неї вулицях — непоказні вбогі будівлі, позад неї — залишки глибокого яру, до якого звозили гній і сміття чи не з усього міста. Низовинна місцевість у центрі Києва часто перетворювалася з штучне болото з гнилою водою, що псувало воду в колодязях навколишніх садиб. Сама торговельна площа захаращена брудними крамницями і ятками, шинками і балаганами, каруселями і качелями. Посеред неї ледь животів фонтан «Моряк», який було встановлено тут у 1840-х роках за київського губернатора І. І. Фундуклея. Він роками не працював, і до нього скидали усілякий мотлох. А навпроти розташовувався московський цирк Дерсена. Його освітлювали гасові ліхтарі, перенесені з Афанасівської вулиці (нині Івана Франка), що було сприйнято киянами, як черговий курйоз. Отож спеціальний комітет, до складу якого входили фахівці з археології і археографії, тверезо оцінили ситуацію і 1872 року визначили найбільш прийнятним місцем для монумента Софійський майдан, де він і постав 1888 року.
З 1881 року площа носить сучасну назву. На площі і вздовж Басейної вулиці аж до сучасного Палацу спорту розміщався один з найбільших у Києві ринків.
А міська влада заходилася тим часом наводити сякий-такий лад на площі. 1879 року частину її забрукували (подальші брукування здійснювалися в 1889 і 1899 роках), полагодили обидві дороги до Липок: пішохідну (88 східців, нині Крутий узвіз) і екіпажну (нині Круглоуніверситетська вулиця), влаштували ретирадне (відхоже) місце.
Влітку 1908 року було проведено закритий конкурс проектів будівництва критого ринку на Бесарабці. Переможцем став польський архітектор Генрік Ґай, що мав досвід подібних робіт. Доопрацювання проекту відбувалося протягом року, і в 1910 році почалося централізоване будівництво головного об'єкту площі — першого в Україні критого Бесарабського ринку на кошти київського мультимільйонера, провідного цукрозаводчика і великого благодійника Лазара Ізраїлевича Бродського, який одним з пунктів свого заповіту подарував місту на певних умовах 500 тисяч рублів на будівництво критого ринку на Бессарабській площі. Ринок згодом став міцно асоціюватися із самою площею. Урочисте відкриття Бесарабського ринку відбулося 3 липня 1912 року. За досить короткий час ринок став прибутковим підприємством. Дохід приносила не тільки оренда ринкових місць, але і ресторан, і магазини, розташовані в будівлі ринку. У 1933 році приміщення ринку на Бессарабській площі в Києві було передано судово-медичній лабораторії Наркомату охорони здоров'я. Історики вважають, що вибір на користь Бесарабки було зроблено через те, що лабораторії були потрібні підземні холодильники, де можна було зберігати численні тіла померлих від голоду людей. Після руйнувань, яких зазнав Київ під час Другої Світової Війни, Бесарабку відразу ж почали відновлювати. Будівля ринку дійшла до наших днів майже в первісному вигляді, за винятком дрібних деталей.
Наприкінці XIX — початку XX ст. довкола постали великі готелі — «Національ» (розташований на місці будинку Вікентія Беретті), «Пале-Рояль» (ця будівля збереглася до наших днів; протягом багатьох років тут знаходилася міська лікарня № 9, а сьогодні будову займає торговий центр «Мандарин Плаза»), «Берлін» (з 1914 — «Петербург»), «Оріон». Споруди «бессарабського трикутника», який утворювала частина цих готелів, відновлено 2003 року. 2001 року під площею було споруджено підземний торговельний комплекс «Метроград».

## Визначні будівлі та об'єкти
№ 2 (1910–1912) — Бессарабський критий ринок.

## Попередні назви площі
- Університетська площа
- Площа Богдана Хмельницького (1869—1881, неофіційно — до 1915 року).
- Бесарабська площа (назва затверджена 1944 року)[2].

2012 року назва площі уточнена на Бессарабську відповідно чинного українського правопису.

## Видатні особи, пов'язані з Бессарабською площею
На розі Бессарабської площі та Хрещатика знаходився будинок, який належав архітекторові Вікентію Беретті. Тут розташовувався трактир з номерами для приїжджих, де навесні 1846 року зупинявся Т. Шевченко. На протилежному боці площі, у будинку Сухоставського, у 1844–1847 роках мешкав професор М. І. Костомаров.